# Permopanorpa martynovi
Permopanorpa martynovi (лат.) — ископаемый вид скорпионниц рода Permopanorpa из семейства Permopanorpidae. Один из древнейших представителей отряда скорпионницы. Обнаружен в пермских ископаемых останках (США, Канзас, Elmo, Artinskian pond limestone, Wellington Formation, 270—285 млн лет). Длина заднего крыла 7 мм.
Первоначально назывался Permopanorpa tenuis Martynov 1932, но так как это имя оказалось преоккупировано, то его заменили на нынешнее (Permopanorpa martynovi). Включён в состав рода Permopanorpa Tillyard 1926 (вместе с видами Permopanorpa formosa, Permopanorpa inaequalis, Permopanorpa schucherti), близкого к родам скорпионниц Martynopanorpa, Neopermopanorpa, Xenopanorpa и Lithopanorpa. Это один из древнейших видов скорпионниц и всех представителей отряда Mecoptera наряду с такими видами как Westphalomerope maryvonneae, Pseudomerope mareki.